# Karel Podrazil
Karel Podrazil (2. ledna 1905 Holešovice – 8. ledna 1973) byl český fotbalista, československý reprezentant.

## Život
Narodil se v rodině holešovického pokrývače lepenkou Karla Podrazila (1875–1917) a jeho manželky Růženy, rozené Pavlíkové (1879–??). Byl jejich jediný syn, po smrti otce se matka znovu vdala.
Zemřel v Praze, úmrtí zaznamenal i denní tisk.

## Sportovní kariéra
Za československou reprezentaci odehrál v letech 1926–1931 sedmnáct utkání a vstřelil 5 gólů. Roku 1925 zkoušel štěstí ve Slavii Praha, ale neprosadil se. Odešel proto do Viktorie Žižkov, kde zažil vrcholná léta. Hrál zde v období 1926–1930 a roku 1928 získal s Viktorkou titul mistra Československa – byl pilířem mužstva, které jako jediné v meziválečné historii dokázalo prolomit hegemonii dvou pražských "S". V letech 1930–1933 působil ve Spartě Praha a i s ní získal jeden titul – roku 1933. V jednom ligovém utkání nastoupil v ročníku 1933/34 i za SK Židenice. Jeho slibně se rozvíjející kariéru však zastavilo zranění. Za Spartu odehrál 180 zápasů. Český sportovní novinář a historik Zdeněk Šálek ho charakterizoval slovy: "Rychlý útočník s přesnými a včasnými centry. V reprezentaci předal dres Junkovi."